# Asakura Ujikage
Pour les articles homonymes, voir Asakura (homonymie).
Asakura Ujikage est un nom japonais traditionnel ; le nom de famille (ou le nom d'école), Asakura, précède donc le prénom (ou le nom d'artiste).
Asakura Ujikage (朝倉 氏景, 27 avril 1449-3 août 1486), est un samouraï et daimyo japonais, 8e chef du clan Asakura au cours de la période du shogunat Ashikaga. Son règne coïncide avec la période de la guerre d'Ōnin (1467-1477) et le début de la période Sengoku du Japon féodal.
Malgré l'immense chaos qu'il a provoqué, on sait de Ujikage qu'il n'était pas qu'un général envoyant ses hommes se battre à sa place. Maniant un tachi forgé par le maître forgeron Sadamune (un collègue du semi-légendaire Masamune), il est dit qu'il trancha le gant yugake d'un ennemi ; le surnom de « Yugakegiri » (鞲切) fut alors attribué à la lame. Malheureusement, il semble que le sabre fut raccourci d'environ 30 cm après la chute du clan Asakura, sur ordre d'Oda Nobunaga, perdant au passage la signature et probablement aussi l'inscription du surnom. La lame fut ensuite perdue, et peut être associée ou confondue avec un katana attribué à Masamune, le Kotegiri (les mots « kote » et « yugake » désignent tous deux des éléments d'armures servant de protections pour les avant-bras)[pas clair].

## Source de la traduction
- (en) Cet article est partiellement ou en totalité issu de l’article de Wikipédia en anglais intitulé « Asakura Ujikage » (voir la liste des auteurs).